# Lies My Father Told Me
Lies My Father Told Me è un film del 1975 diretto da Ján Kadár.

## Trama
L'anziano Zaida percorre le vie della città sul suo carretto trainato dall'altrettanto anziano cavallo Ferdeleh, e commercia in "stracci, vestiti e bottiglie", come recita lo slogan che egli canta insieme al nipotino David, al quale è premesso andare col nonno le domeniche. Fra nonno e nipote esiste un legame assai stretto, e Zaida racconta a David storie ed impartisce ammaestramenti che trae dalla Tōrāh; ad accomunare entrambi c'è anche l'amore per il cavallo, che ha una sua piccola stalla al piano terra dello stabile dove i due abitano. La prossimità dell'animale disturba oltremodo invece la signora Tannenbaum, una vicina di casa, al punto che l'altrimenti pacato Zaida un giorno si lascia sfuggire, a mezza voce, l'augurio che la signora meriterebbe di avere la scala di casa imbrattata dallo sterco di Ferdeleh. Udito dal nipote, Zaida si fa promettere da quest'ultimo di non provarsi a realizzare la cattiva azione.
Nonno e nipote abitano insieme alla figlia di Zaida, Annie, incinta, e al marito Harry Herman, i genitori di David. Lo squattrinato Harry è convinto di essere un innovatore industriale: sta sperimentando, senza successo, un modello di pantaloni che non hanno bisogno di essere stirati, e per questo vuole mettersi in società col cognato Benny e chiede prestiti, peraltro negati, a Zaida. Baumgarten, un amico di Zaida lettore di Marx, ritiene l'ebraismo superato dal socialismo, ed anche Harry, al contrario del suocero, non è molto ortodosso nella propria pratica religiosa, alla quale contrappone un certo razionalismo velleitario, e per questo è spesso in contrasto col suocero. David sente il padre parlare in modo irrispettoso di Zaida e del vecchio cavallo, e, affezionato com'è al nonno, è convinto che il papà dica delle bugie.
Annie partorisce: David è geloso del fratellino e vorrebbe anch'egli essere allattato al seno della madre. Tutti, in famiglia, compreso il nonno, gli spiegano che tale pratica è abituale solo ai neonati; ma quando il bambino intravede una coppia di vicini di casa intenti a fare sesso, si convince che addirittura agli adulti è concesso avvicinare la bocca al seno di una donna. David ritiene allora che persino il nonno gli abbia mentito, e per ripicca, insieme ad una sua amichetta, cosparge di sterco le scale di casa della signora Tannenbaum. La signora fa intervenire la polizia che intima a Zaida di spostare entro 30 giorni la stalla ad almeno cento piedi di distanza dalle abitazioni, come prescrive la legge. Zaida afferma che non ottempererà all'ingiunzione, convinto che Dio farà un miracolo ("non credo ai miracoli", risponde il nonno al nipote, che glie l'aveva chiesto, "però me li aspetto").
Ė inverno, Zaida si ammala di polmonite, e David, per precauzione, viene mandato dallo zio Benny. Il bambino, prima di andarsene, si fa promettere dal nonno che la domenica successiva sarebbero usciti insieme, col carretto e Ferdeleh; e Zaida, senza farsi sentire da altri, si complimenta con David per l'azione dello sterco. E saranno le ultime parole che David avrà udito dal nonno: quando il bimbo torna a casa, una domenica mattina, va nella stalla, come era solito fare, per dar da mangiare a Ferdeleh, ma al suo posto trova un'automobile; salendo in casa nota che anche Zaida è assente. Il padre gli confessa che sia il nonno che il cavallo sono morti. David pensa ad un'altra bugia del padre, ed esce di casa sconfortato, correndo nella neve. Mentre la madre lo cerca, in apprensione, egli fa capolino da una soffitta dello stabile, dalla quale intravede il cortile, nel quale gli par di vedere il nonno sul suo carretto trainato da Ferdeleh.